# Массовое убийство в Цетине (2022)
12 августа 2022 года в Цетине (Черногория) произошёл массовый расстрел, в результате которого десять человек погибли и шесть получили ранения. 34-летний стрелок Вучко Борилович был после застрелен местным жителем.
Происшествие в Цетине на протяжении 2022—2024 годов было крупнейшим массовым убийством в истории Черногории после Второй мировой войны. Однако 1 января 2025 года произошло новое массовое убийство, в результате которого погибли 14 человек (из них двое детей), включая стрелка, и четверо были ранены.

## Стрелок
Вучко Борилович (черног. Вучко Бориловић) родился 21 ноября 1988 года в Цетине, СР Черногория. Получил образование в Цетине и Белграде. Работал барменом и увлекался охотой. До этого инцидента судимостей и каких-нибудь проблем с законом не имел. По словам двоюродного брата Бориловича, вероятным основанием для совершения преступления стала неуплата арендной платы.

## Происшествие
Около 15:30 12 августа 2022 года между Бориловичем и семьёй, которая являлась субарендатором его дома в районе Медовина в Цетине, произошёл конфликт. Борилович убил всё семейство, в том числе двоих детей. Он вышел на улицу и начал беспорядочно стрелять в случайных людей около Национального музея Черногории.
После прибытия полиции Борилович отказался сдаться и вступил в перестрелку с правоохранителями. Один из силовиков был ранен. Стрелок также обстрелял машину скорой помощи. Позже Борилович побежал к Орлиной скале, где был застрелен местным жителем, имя которого не разглашалось.

## Жертвы
Изначально сообщалось, что на месте происшествия погибли 12 человек. Позже появилась информация об 11 убитых, включая Бориловича. В доме стрелка погибли 8-летний и 11-летний мальчики, а их мать скончалась от ранений в больнице. Остальные 7 жертв были застреленны на улице. Ещё 6 человек получили ранения, двое раненых были отправлены в местную больницу. Четверо получили опасные для жизни травмы и были направлены в клинический центр Подгорицы.
Погибли:
1. Наташа Пайович-Мартинович, 35 лет, субарендатор в квартире Бориловичу и её сыновья Марко (11 лет) и Машан Мартиновичи (8 лет);
2. соседи — супруги муж Димитрие (81 год) и жена Даниэла (74 года) и их сын Райко Дрекуны, (56 лет). Также был ранен их внук Александр;
3. Милан Митрович, 37 лет, сосед;
4. Горан Джуришич, 54 года, дядя Бориловича;
5. соседи — сёстры Александра (52 года) и Даниэла Радуновичи (51 год).

Были ранены:
1. Александр Дрекун, 32 года, внук Даниэлы и Димитрие Дрекуна;
2. Славица Звицер, 66 лет, соседка;
3. Филип Джуркович, 33 года, сосед;
4. Милева Рамаданович, 76 лет, соседка;
5. Даринка Челебич, 88 лет, соседка;
6. Любиша Максимович, 44 года, офицер полиции.

Правительство объявило трёхдневный траур.